# Stade de Charentonneau
Het Stade de Charentonneau was een multifunctioneel stadion in Maisons-Alfort, een plaats in Frankrijk. 

## Historie
Dit stadion is één van de eerste voetbalstadions in Frankrijk. Het wordt geopend in 1905. Het werd gebruikt door voetbalclub CA Paris. Het Franse voetbalelftal speelde hier op 1 januari 1911 een interland tegen Hongarije.

## Interland
| Voetbalinterlands | Voetbalinterlands | Voetbalinterlands     | Voetbalinterlands | Voetbalinterlands | Voetbalinterlands |
| №                 | Datum             | Wedstrijd             | Uitslag           | Competitie        | Toeschouwers      |
| ----------------- | ----------------- | --------------------- | ----------------- | ----------------- | ----------------- |
| 1                 | 1 januari 1911    | Frankrijk – Hongarije | 0–3               | vriendschappelijk | 2.032             |